# مناورات الكوبرا الذهبية

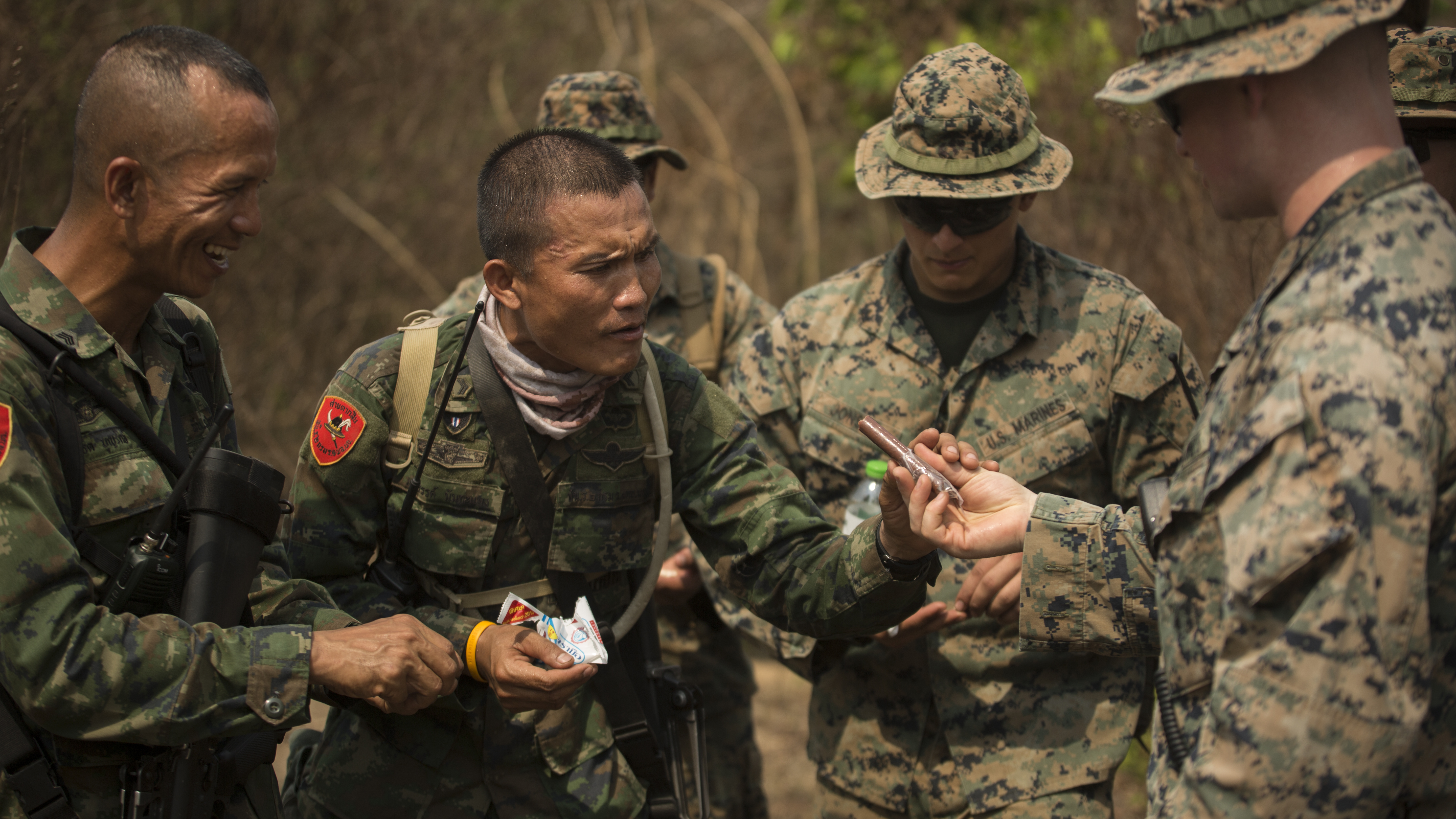

مناورات الكوبرا الذهبية أو (بالإنجليزية: Cobra Gold Maneuvers)‏ هي مناورات عسكرية مشتركة تقام بين كل من أمريكا وتايلاند وإندونيسيا والصين واليابان وماليزيا وسنغافورة وكوريا الجنوبية.